# Taking Over
Taking Over  es el segundo álbum de estudio de la banda de thrash metal  Overkill, lanzado en 1987 a través de Atlantic Records y Megaforce Records. Alcanzó el puesto # 191 de Billboard 200 de ese año.
Este es el último álbum de Overkill con el baterista Rat Skates, quien dejó la banda después en 1987 y fue reemplazado por Sid Falck. También fue el primero en ser lanzado a través de Atlantic Records , que liberaría a todos los álbumes del grupo hasta W.F.O. (1994). 
"Wrecking Crew" y "In Union We Stand" se han tocado en casi todos los espectáculos de Overkill hasta la fecha, con el primero siendo considerada una de las canciones de la firma de la banda, además de ser el título de su web oficial (wreckingcrew.com).

## Críticas
En el año 2005, tomando el relevo ocupó el puesto número 450 en el libro de la revista Rock Hard de los 500 mejores rock & Metal Álbumes de Todos los Tiempos.

## Lista de canciones
Todas las canciones están escritas y compuestas por Overkill.
1. ""Deny the Cross""  -4:43
2. ""Wrecking Crew""  -4:32
3. ""Fear His Name""  -5:24
4. ""Use Your Head""  -4:19
5. ""Fatal if Swallowed""  -6:45
6. ""Powersurge""  -4:36
7. ""In Union We Stand""  -4:26
8. ""Electro-Violence""  -3:45
9. ""Overkill II (The Nightmare Continues)""  -7:07

Duración = 45:37

## Personal
- Bobby "Blitz" Ellsworth - voz
- Bobby Gustafson - guitarra
- Rat Skates - batería, producción
- D. D. Verni - bajo, coros, producción
- Alex Perialas - ingeniero, producción
- Tom Coyne - masterización
- Stephen Innocenzi - masterización (edición en CD)
- Jon Zazula - producción ejecutiva

## Posicionamiento
| año  | lista         | Posición |
| ---- | ------------- | -------- |
| 1987 | Billboard 200 | 191      |